# Daniil Černjakov
Daniil Romanovič Černjakov (in russo Даниил Романович Черняков?; 7 gennaio 2001) è un calciatore russo, centrocampista del Čajka Pesčanopskoe.

## Carriera
Cresciuto nel settore giovanile della Lokomotiv Mosca, dal 2018 al 2020 disputa 32 incontri con il Kazanka Mosca, società satellite militante nella terza divisione russa. Il 29 giugno 2022 viene acquistato dal Fakel Voronež; il 22 ottobre successivo ha esordito in Prem'er-Liga, disputando l'incontro pareggiato per 1-1 contro il Rostov.

## Statistiche

### Presenze e reti nei club
Statistiche aggiornate al 26 novembre 2022.
| Stagione             | Squadra              | Campionato           | Campionato | Campionato | Coppe nazionali | Coppe nazionali | Coppe nazionali | Coppe continentali | Coppe continentali | Coppe continentali | Altre coppe | Altre coppe | Altre coppe | Totale | Totale |
| Stagione             | Squadra              | Comp                 | Pres       | Reti       | Comp            | Pres            | Reti            | Comp               | Pres               | Reti               | Comp        | Pres        | Reti        | Pres   | Reti   |
| -------------------- | -------------------- | -------------------- | ---------- | ---------- | --------------- | --------------- | --------------- | ------------------ | ------------------ | ------------------ | ----------- | ----------- | ----------- | ------ | ------ |
| 2020-2021            | Kazanka Mosca        | 2D                   | 22         | 0          |                 | -               | -               |                    | -                  | -                  |             | -           | -           | 22     | 0      |
| 2021-2022            | Kazanka Mosca        | 2D                   | 10         | 0          |                 | -               | -               |                    | -                  | -                  |             | -           | -           | 10     | 0      |
| Totale Kazanka Mosca | Totale Kazanka Mosca | Totale Kazanka Mosca | 32         | 0          |                 | -               | -               |                    | -                  | -                  |             | -           | -           | 32     | 0      |
| 2022-2023            | Fakel Voronež        | PL                   | 4          | 0          | CR              | 4               | 0               |                    | -                  | -                  |             | -           | -           | 8      | 0      |
| Totale carriera      | Totale carriera      | Totale carriera      | 36         | 0          |                 | 4               | 0               |                    | -                  | -                  |             | -           | -           | 40     | 0      |